# Grewia bracteata
Grewia bracteata là một loài thực vật có hoa trong họ Cẩm quỳ. Loài này được Roth mô tả khoa học đầu tiên năm 1821.